# Sharina van Dort
Sharina van Dort (née le 10 octobre 1988 à Zwolle) est une joueuse internationale néerlandaise de handball, évoluant au poste d'ailière gauche.

## Palmarès

### En club
compétitions nationales
- championne des Pays-Bas en 2011, 2012, 2013 et 2014 (avec SV Dalfsen)

### En sélection
- 12e au championnat du monde en 2013[3]